# IKF Europa Shield
A IKF Europa Shield é a segunda competição Europeia para clubes de corfebol. Esta inclui o segundo e o terceiro classificados dos países B e o primeiro classificado dos países "C". A primeira edição foi em 2001.
| IKF Europa Shield |                            |                                |                                  |                       |
| Ano               | Anfitrião                  | Champion                       | 2nd place                        | 3rd place             |
| 2001              | Chatham (GBR)              | Ceske Budejovice               | Invicta                          | Adler Rauxel          |
| 2002              | Bergisch Gladbach (GER)    | MS YMCA Znojmo                 | Grün-Weiss                       | MAFC Budapest         |
| 2003              | Trebon (CZE)               | Havirov                        | MS YMCA Znojmo                   | Mitcham               |
| 2004              | Szentendre (HUN)           | MS YMCA Znojmo                 | Adler Rauxel                     | Albatros              |
| 2005              | Croydon (GBR)              | Mitcham                        | Selmer KV                        | Szentendre            |
| 2006              | Selm (GER)                 | TJ Znojmo                      | Selmer KV                        | Adler Rauxel          |
| 2007              | Vilanova i la Geltrú (CAT) | Trojans                        | CK Vallparadís                   | CEVG                  |
| 2009              | Terrassa (CAT)             | CK Vallparadís                 | CEVG                             | Mitcham               |
| 2010              | Százhalombatta (HUN)       | NC Benfica                     | VKC Kolín                        | CEVG                  |
| 2011              | Warszawa (POL)             | CK Vallparadís                 | Schweriner KC                    | NC Benfica            |
| 2012              | Castrop-Rauxel (GER)       | Ceské Budejovice               | Schweriner KC                    | Nottingham KC         |
| 2013              | Třeboň (CZE)               | CK Vallparadís                 | Adler Rauxel                     | Brno KK               |
| 2014              | Barcelona (CAT)            | CEVG (CE Vilanova i la Geltrú) | CK Vallparadís                   | Schweriner KC         |
| 2015              | Bergisch Gladbach (GER)    | Bec Korfball Club              | SG Pegasus Rommerscheid ’91 e.V. | CCCD Carnaxide        |
| 2016              | Castrop-Rauxel (GER)       | KC Barcelona                   | Bec Korfball Club                | Schweriner KC         |
| 2017              | Odivelas (POR)             | Bec Korfball Club              | Schweriner KC                    | CRC Quinta dos Lombos |

## Equipas que alcançaram o pódio
| 1º Lugar              | 2º Lugar | 3º Lugar |   |
| --------------------- | -------- | -------- | - |
| CK Vallparadís        | 3        | 2        | — |
| TJ Znojmo             | 3        | 1        | — |
| BEC                   | 2        | 1        | — |
| Ceské Budejovice      | 2        | —        | — |
| CEVG                  | 1        | 1        | 2 |
| Mitcham               | 1        | —        | 2 |
| NC Benfica            | 1        | —        | 1 |
| Havirov               | 1        | —        | — |
| KC Barcelona          | 1        | —        | — |
| Trojans               | 1        | —        | — |
| Adler Rauxel          | —        | 2        | 2 |
| Schweriner KC         | —        | 3        | 2 |
| Selmer KV             | —        | 2        | — |
| Grün-Weiss            | —        | 1        | — |
| Invicta               | —        | 1        | — |
| Pegasus               | —        | 1        | — |
| VKC Kolin             | —        | 1        | — |
| Albatros              | —        | —        | 1 |
| Brno KK               | —        | —        | 1 |
| CCCD Carnaxide        | —        | —        | 1 |
| MAFC Budapest         | —        | —        | 1 |
| Nottingham KC         | —        | —        | 1 |
| Szentendre            | —        | —        | 1 |
| CRC Quinta dos Lombos | —        | —        | 1 |